# 小屋原町
小屋原町（こやはらまち）は、群馬県前橋市の町名。面積は1.77km2（2011年9月末現在）。郵便番号は379-2121。

## 地理
前橋市の南部、桃ノ木川と広瀬川に挟まれた地域。駒形町に囲まれた飛び地が存在する。中央を北西から南東にJR両毛線が通り、地域内にJR駒形駅が所在する。また南部で群馬県道2号前橋館林線と群馬県道27号高崎駒形線及び群馬県道40号藤岡大胡線が立体交差する。城南地区に属する。

### 隣接地区
北は下長磯町、笂井町に、東は上増田町に、南は駒形町に、西は下大島町に接する。

### 河川
- 桃ノ木川
- 広瀬川

## 歴史
戦国時代頃からある地名である。江戸時代に入ると前橋藩領だった。

### 年表
- 鎌倉時代 - 『法然上人行状絵図』巻25に、大胡隆義・実秀父子が小屋原の蓮性を法然への使者とした事が見える[5][6]。
- 天正18年（1590年） - 平岩親吉が前橋城主となり、以降小屋原村は江戸時代を通じて前橋藩領だった[7]。

- 明治22年（1889年）4月1日 - 町村制施行により、下大島村は天川大島村、上大島村、女屋村、上長磯村、東上野村、野中村、下長磯村、小屋原村、笂井村、上増田村、下増田村と合併し南勢多郡木瀬村が成立する。
- 明治27年（1896年）4月1日 - 南勢多郡と東群馬郡が統合し勢多郡となる。
- 昭和32年（1957年）1月20日 - 勢多郡木瀬村、荒砥村が合併し城南村が成立する。
- 昭和42年（1967年）5月1日 - 城南村が前橋市へ編入される。そのため前橋市下大島町となる。
- 昭和55年（1980年） - 一部が山王町1-2丁目となる。

## 世帯数と人口
2017年（平成29年）8月31日現在の世帯数と人口は以下の通りである。
| 町丁     | 世帯数  | 人口    |
| -------- | ------- | ------- |
| 小屋原町 | 646世帯 | 1,605人 |

## 小・中学校の学区
市立小・中学校に通う場合、学区（校区）は以下の通りとなる。
| 町丁     | 区域 | 小学校             | 中学校             |
| -------- | ---- | ------------------ | ------------------ |
| 小屋原町 | 全域 | 前橋市立笂井小学校 | 前橋市立木瀬中学校 |

## 教育
- 共愛学園前橋国際大学
- 共愛学園中学校・高等学校
- 前橋市立木瀬中学校
- 山崎学園
  - 東日本デザイン&コンピュータ専門学校
  - 東日本ホテルトラベル専門学校
  - 東日本栄養医薬専門学校
  - 群馬調理師専門学校
  - 東日本製菓技術専門学校

## 交通

### 鉄道
- JR東日本両毛線 - 駒形駅

### 道路
- 群馬県道2号前橋館林線
- 群馬県道27号高崎駒形線
- 群馬県道40号藤岡大胡線
- 群馬県道110号駒形停車場線

## 施設
- ガーデン前橋
- 群馬中央バス本社
- 前橋市農業協同組合小屋原出張所
- 東京電力駒形変電所
- 泉蔵寺 - 天台宗[9]。

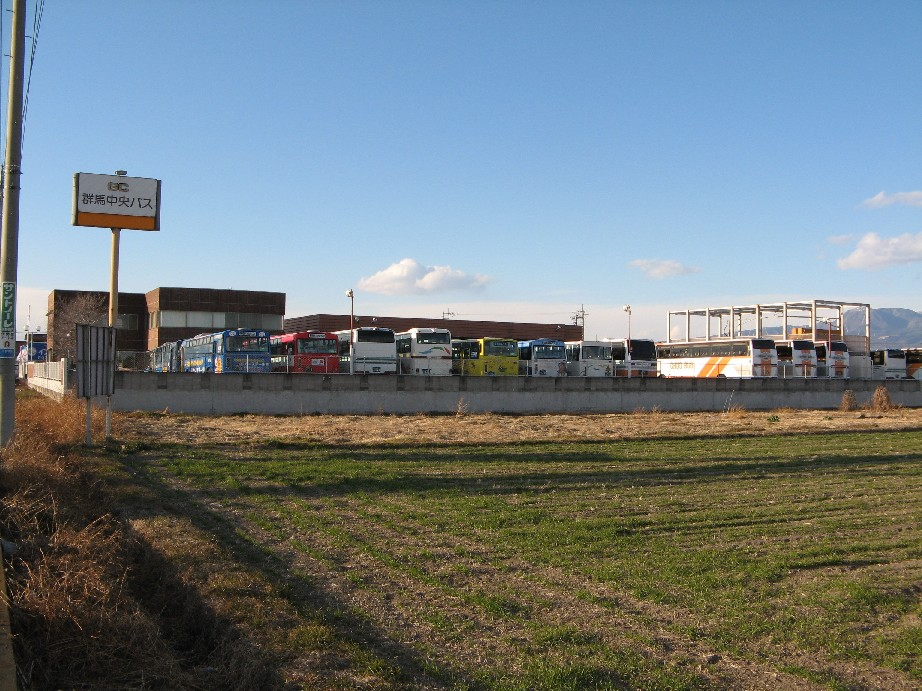
群馬中央バス本社

- 稲荷神社 - 旧社格は村社[10]。